# 広勝寺

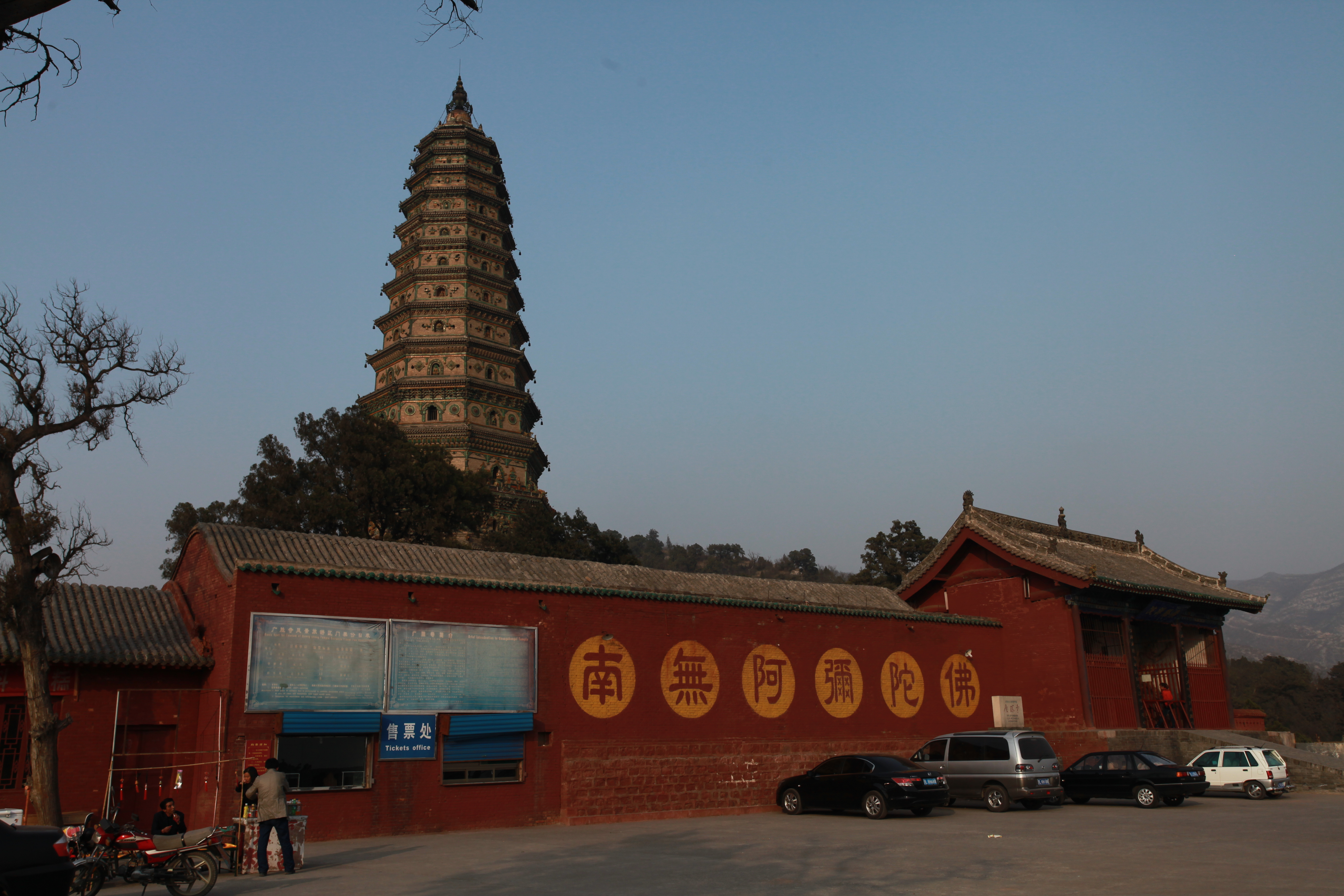
広勝寺。

広勝寺（こうしょうじ）は、中華人民共和国山西省臨汾市洪洞県にある仏教寺院。霍山の南麓、霍泉の水源にある。

## 歴史
広勝寺は後漢の建和元年（147年）に創建された。当時は倶盧舎寺と呼ばれていた。
唐代は広勝寺と改名し、現在まで延用されています。大暦4年（769年）に改修。
元の大徳7年（1303年）に地震で倒壊し、のちに再建。
1961年、中華人民共和国国務院は広勝寺を全国重点文物保護単位に認定した。

## 伽藍
上寺、下寺、水神廟、山門、飛虹塔、弥陀殿、大雄宝殿、毘盧殿